# Parc la Mutta

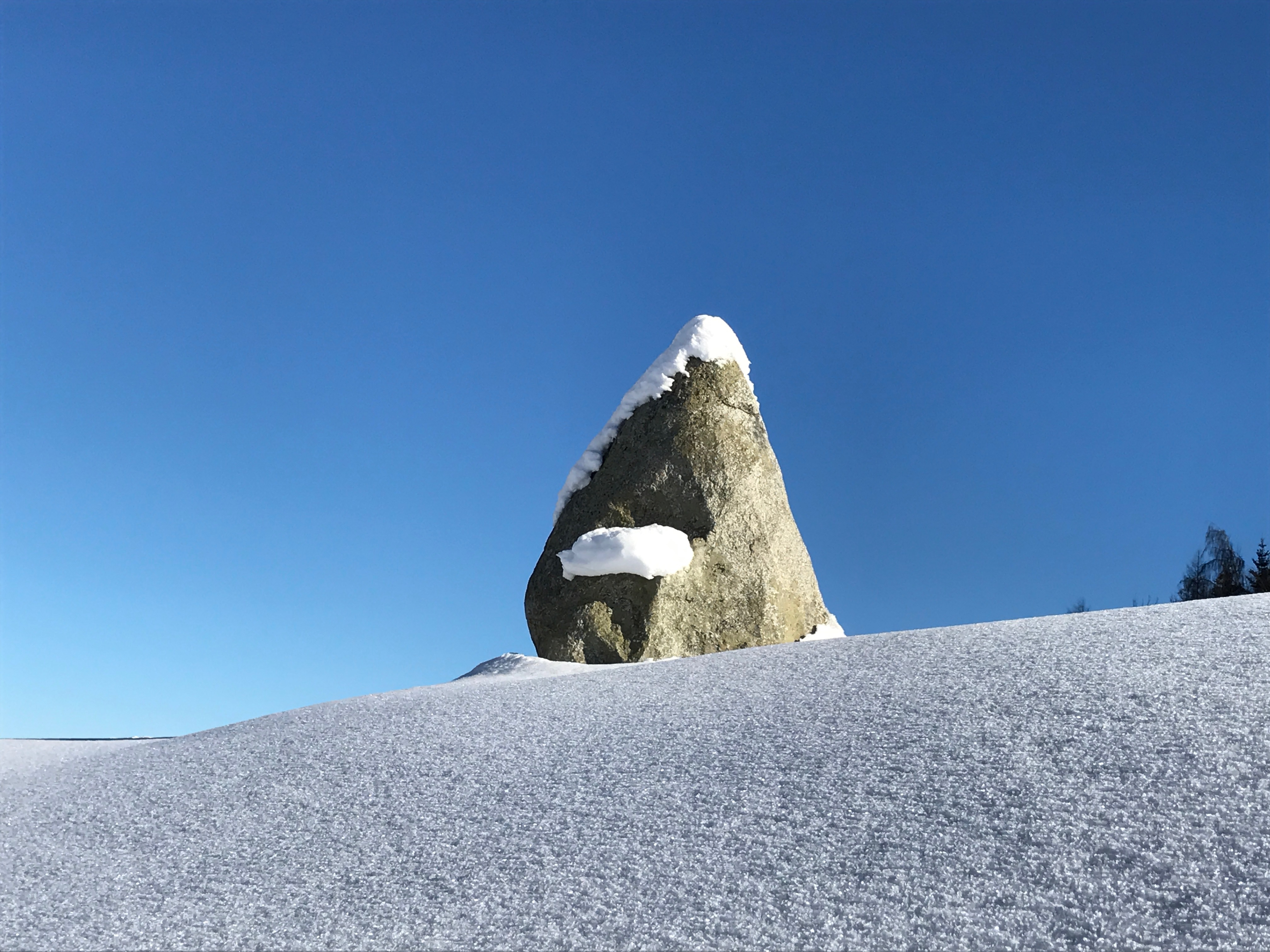
Der grösste Menhir auf Planezzas

Der Parc la Mutta (rätoromanisch Mutta ‚Hügelkuppe‘) ist eine in der Mittleren Bronzezeit erschaffene Steinreihe bei Falera in der Surselva im schweizerischen Kanton Graubünden. Sie ist mit ihren gut 400 m Länge und 36 Menhiren die grösste Anlage ihrer Art in der Schweiz. Neben mehreren astronomisch ausgerichteten Steinreihen sind auch Schalensteine vorhanden.

## Allgemeines

Die Mutta, davor auf der Wiese die Steinsetzungen. Rechts die Kirche St. Remigius

Die Anlage liegt am südlichen Dorfrand Faleras oberhalb Laax auf einer Höhe von rund 1250 m. Die Mehrzahl der Steine steht auf der Ebene Planezzas oberhalb des Parkplatzes beim Dorfeingang nördlich der Mutta, eines markant bewaldeten Hügels. Die Menhire sind Findlinge aus Granit oder Diorit, der grösste hat eine Höhe von mehr als zwei Metern. Ein grosser Teil der Steine muss vom Hang oberhalb des Dorfes nach Planezzas herbeigeschafft worden sein. In unmittelbarer Nähe steht die mehr als 1000 Jahre alte Kirche St. Remigius.
Mit Hilfe von Informationstafeln und zur Verfügung gestellten Plänen können sich Besucher auf der Anlage informieren. In der Sommersaison erfolgen Führungen durch die Anlage.

## Entdeckung

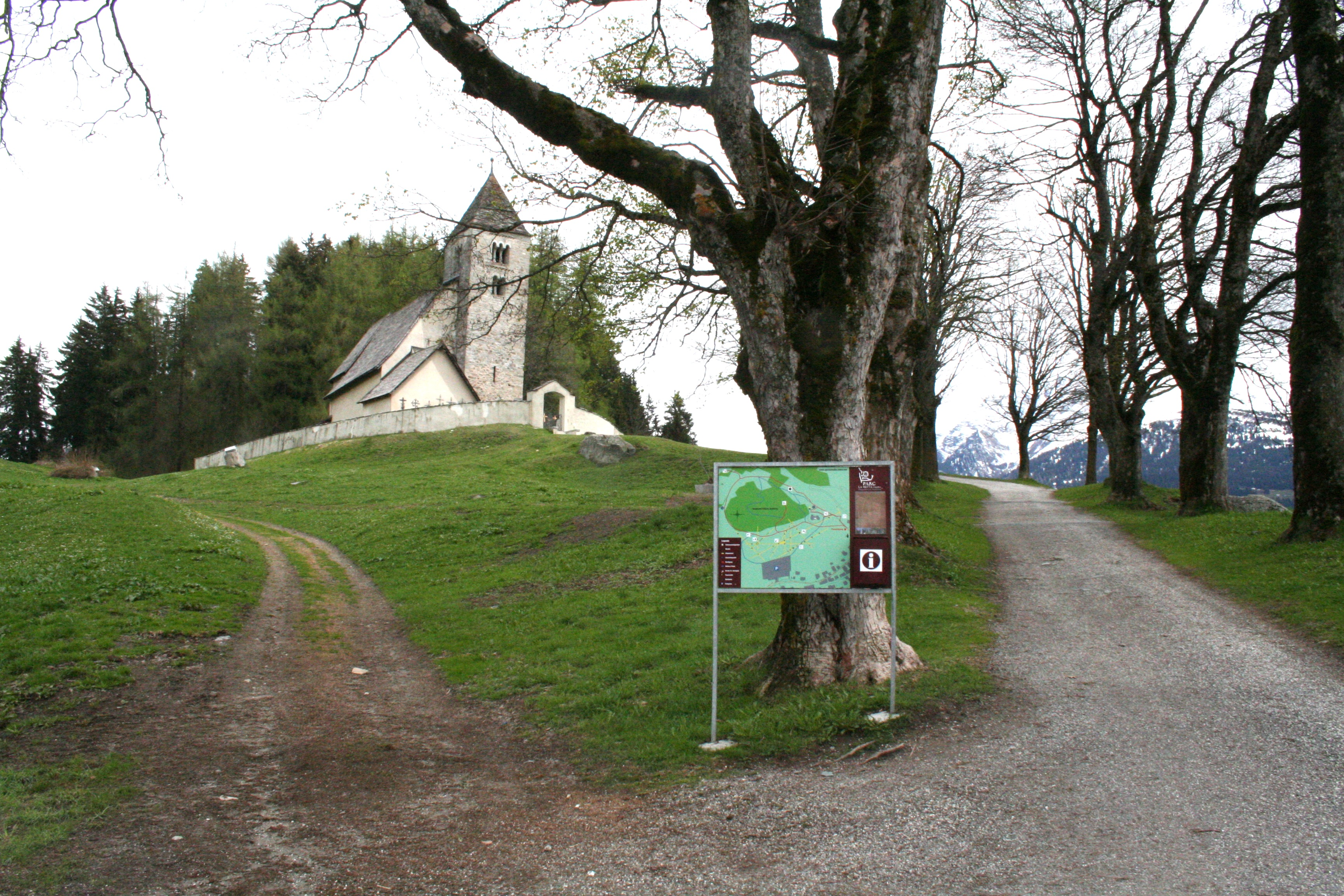
Kirche St. Remigius, links der Aufgang zur Ebene Planezzas

1935 machte der Kreisförster Walo Burkart, der im selben Jahr schon die Siedlung von Crestaulta entdeckt hatte, auf «sechs säulenartige Felsblöcke» aufmerksam. Die Abstände zwischen den Steinen gab er mit 19 m oder einem Vielfachen davon an. 1948 erkannte J. Maurizio die astronomische Ausrichtung der Hauptlinie.
1976 beschrieben Ulrich und Greti Büchi Steinreihen, aus denen einzelne Steine entfernt worden waren. Eine Radiokarbon-Datierung eines Holzkohlestückes aus dem Lehmfundament eines Menhirs, ergab einen Zeitraum zwischen 1500 und 1200 v. Chr., den Übergang zwischen mittlerer und später Bronzezeit. Da es jedoch die einzige solche Analyse ist, darf dem Resultat keine allzugrosse Bedeutung gegeben werden. Das Ursprungsdatum der grossen Steinreihe, die zum Taminser Calanda hin zeigt, bleibt ungewiss.
Nachdem der Einheimische Ignaz Cathomen zusammen mit dem Zürcher Geologen Ulrich Büchi 1986 in Eigeninitiative einige Megalithe wieder aufgerichtet hatte, ohne allerdings methodisch-archäologisch zu dokumentieren, wurden 1988 im Auftrag der Gemeinde und unter der Leitung von Ulrich Büchi durch Grabungen der ursprüngliche Standort weiterer 27 Steine bestimmt und diese wieder aufgerichtet. Im Sommer 2000 und 2001 wurden unter Beaufsichtigung durch Jürg Rageth des Archäologischen Dienstes des Kantons Graubünden weitere neun Menhire aufgerichtet. Ermöglicht wurde die Arbeit durch die Stiftung Margrit Bohren-Hoerni. Die originale Lage der verstürzten Steine ist in mehreren Luftaufnahmen seit Juli 1939 festgehalten.

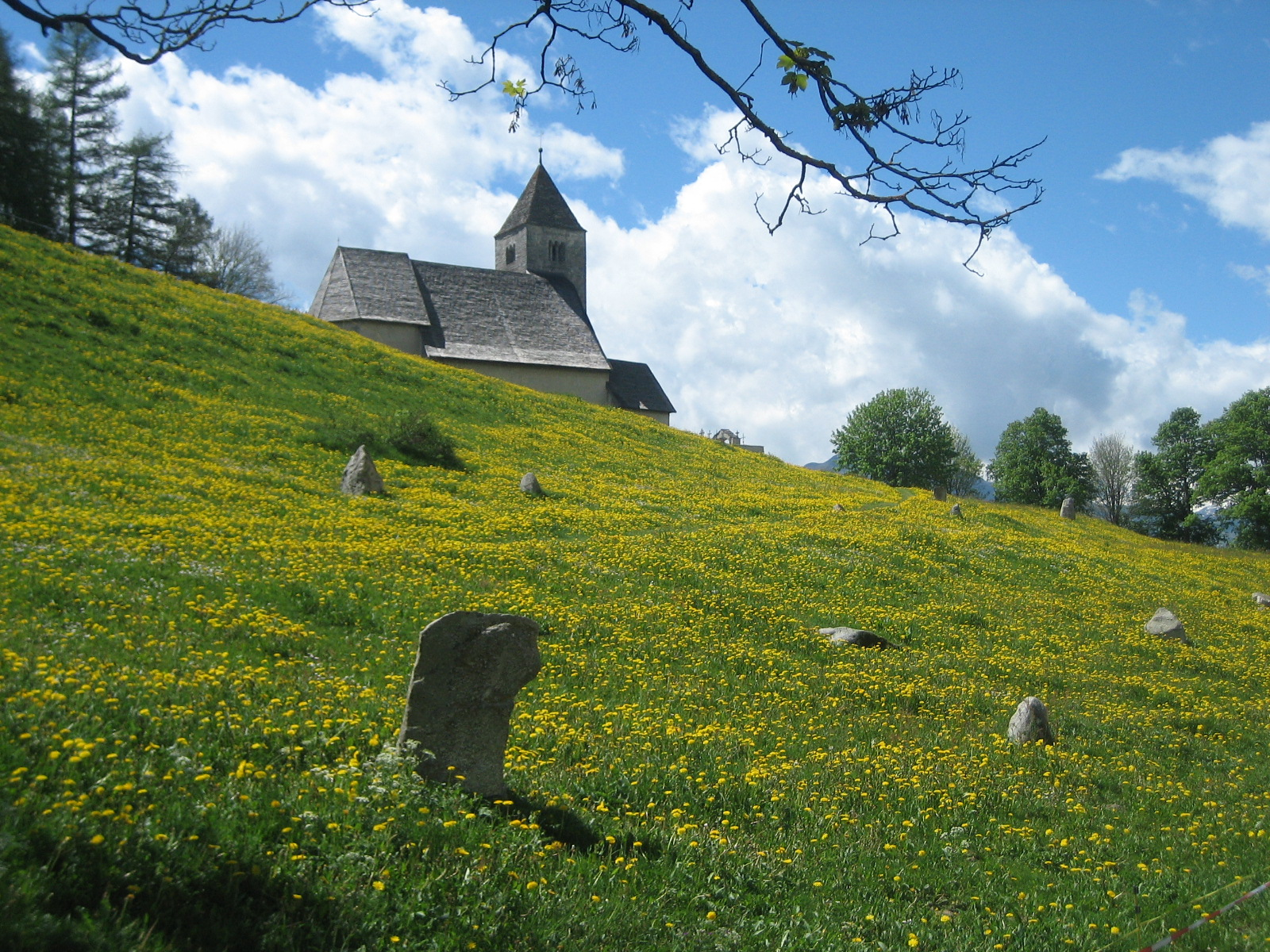
Steinsetzung beim Parkplatz

Um die Steine verankern zu können, wurde von den Erbauern zuerst eine feste Lehmschicht in die Grube eingebracht. Der Menhir wurde in dieses Lehmbett gekippt und in die gewünschte Lage gedreht. Anschliessend wurde er mit länglichen Steinen verkeilt, dann wurde die Grube mit Moränenschutt und Humus aufgefüllt. Bei Grabungen zur Lokalisierung der ursprünglichen Position der Menhire stiess man auf keine verwertbaren Keramikfragmente. Es wurden auch Stückchen von Ocker und Holzkohlereste, sowie Steine, die zur Verkeilung dienten, festgestellt. Bei nur rund der Hälfte der wieder aufgerichteten Menhire konnten die ursprünglichen Fundationsgruben gefunden werden, so vor allem auf der Ebene von Planezzas. Im Hang zum Sportplatz hin könnte durch Erosion und kleine Rutschungen die originale Lage der Steine der zum Piz Muraun hin zeigenden Reihe verändert worden sein. Diese Ausrichtung zum Piz Muraun hin geht auf die Beobachtungen von Georg Brunner zurück.

## Peilungen

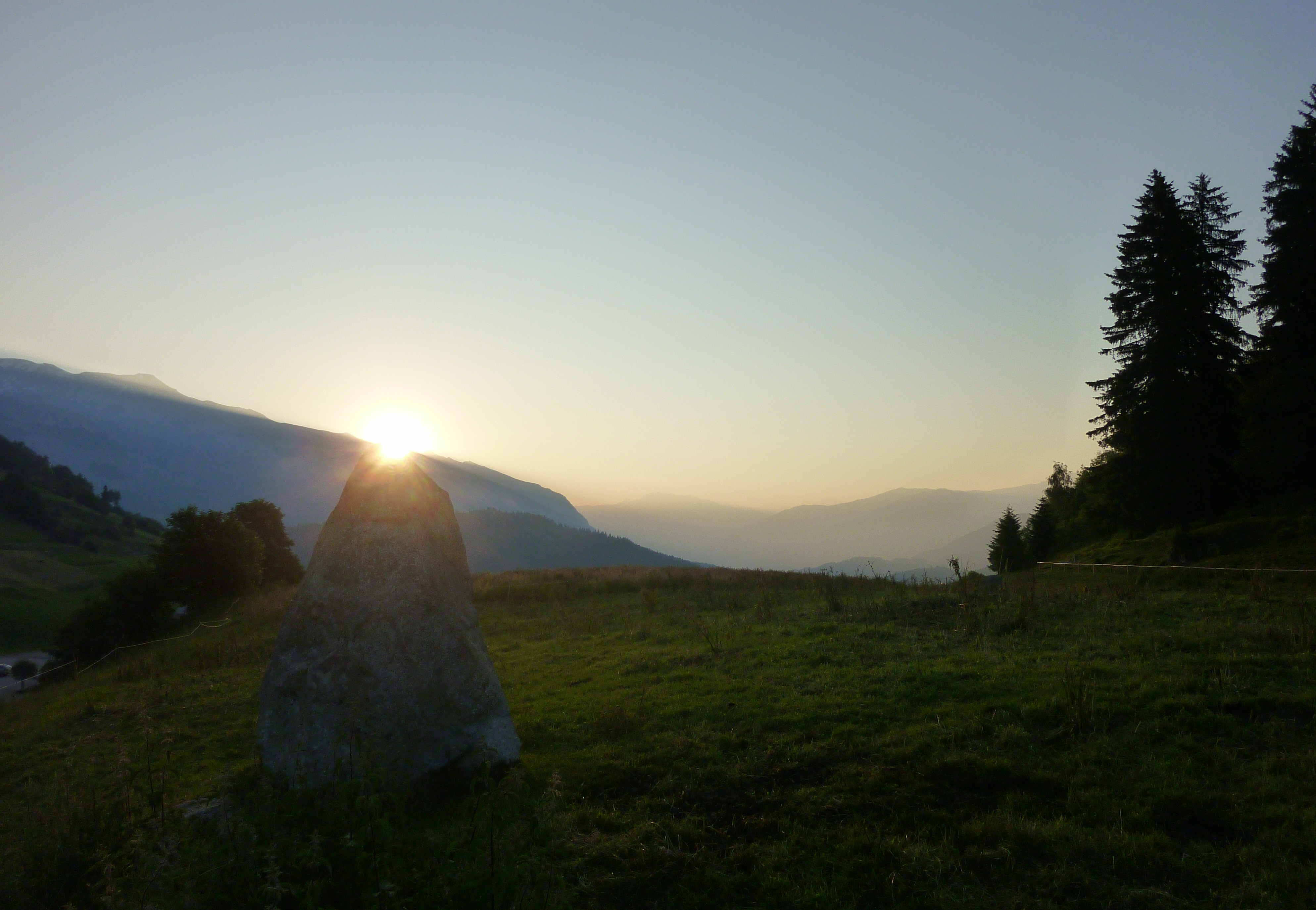
Sonnenaufgang über dem grossen Menhir auf Planezzas

Die meisten Ausrichtungen der Steinreihen auf Planezzas weisen auf bedeutende Sonnenauf- und Untergangspunkte im Jahreslauf. Die Hauptlinie verläuft leicht fallend in nordöstlicher Richtung und besteht aus fünf Menhiren. Möglich ist, dass weitere gestohlen wurden. Die Linie zeigt jeweils einen Monat vor und nach der Sommersonnenwende zum Aufgangspunkt der Sonne am Taminser Calanda.
Die Verlängerung der Steinreihe in der Gegenrichtung weist zum Kirchenareal von Ladir, wo vor dem Bau des Pfarrhauses noch eine Steinsetzung bestand. Ihre Fortsetzung führt nicht zum Kirchenareal von St. Georg in St. Ruschein, sondern über die Kapelle St. Anton hinweg zur Ruine Frundsberg. Auf dem Crest da Ruschein wurden an verschiedenen Orten bronzezeitliche Funde gemacht. Es finden sich auch viele Schalensteine auf dieser Linie. Setzt man die Linie in westlicher Richtung fort, führt sie über die Kapelle St. Magdalena westlich von Schnaus und über St. Martin in Obersaxen. Insgesamt liegen fünf Kirchen oder Kapellen auf der gleichen 62°-Achse: Schnaus, Ruschein, Ladir, Falera und Laax (St.-Nikolaus-Kapelle).
In der Hauptlinie bilden zwei Menhire zusammen mit einem dritten die Eckpunkte eines pythagoreischen Dreiecks mit dem Seitenverhältnis 8:15:17. Die Hypotenuse entspricht der Richtung der Hauptlinie, die Katheten liegen Nord-Süd bzw. Ost-West.
Die Hauptreihe wird von einer weiteren Reihe aus sechs Blöcken geschnitten, deren Bedeutung vom Archäo-Astronomen Gion Gieri Coray aus Luven im Zusammenhang mit dem Stern Caph im Sternbild Cassiopeia gedacht wurde. Infolge der Präzession gelten für die stellaren Bezugspunkte heute jedoch nicht mehr die gleichen Werte wie zur Bronzezeit. Coray hält diese Interpretation für fraglich.
Weitere Peillinien weisen zum Sonnenaufgangspunkt zur Zeit der Sommersonnenwende, zum Sonnenuntergangspunkt zur Zeit der Wintersonnenwende und an den Tag-und-Nacht-Gleichen. Unbestreitbare Hinweise zum südlichen Mondextrem alle 18,66 Jahre gibt es keine.

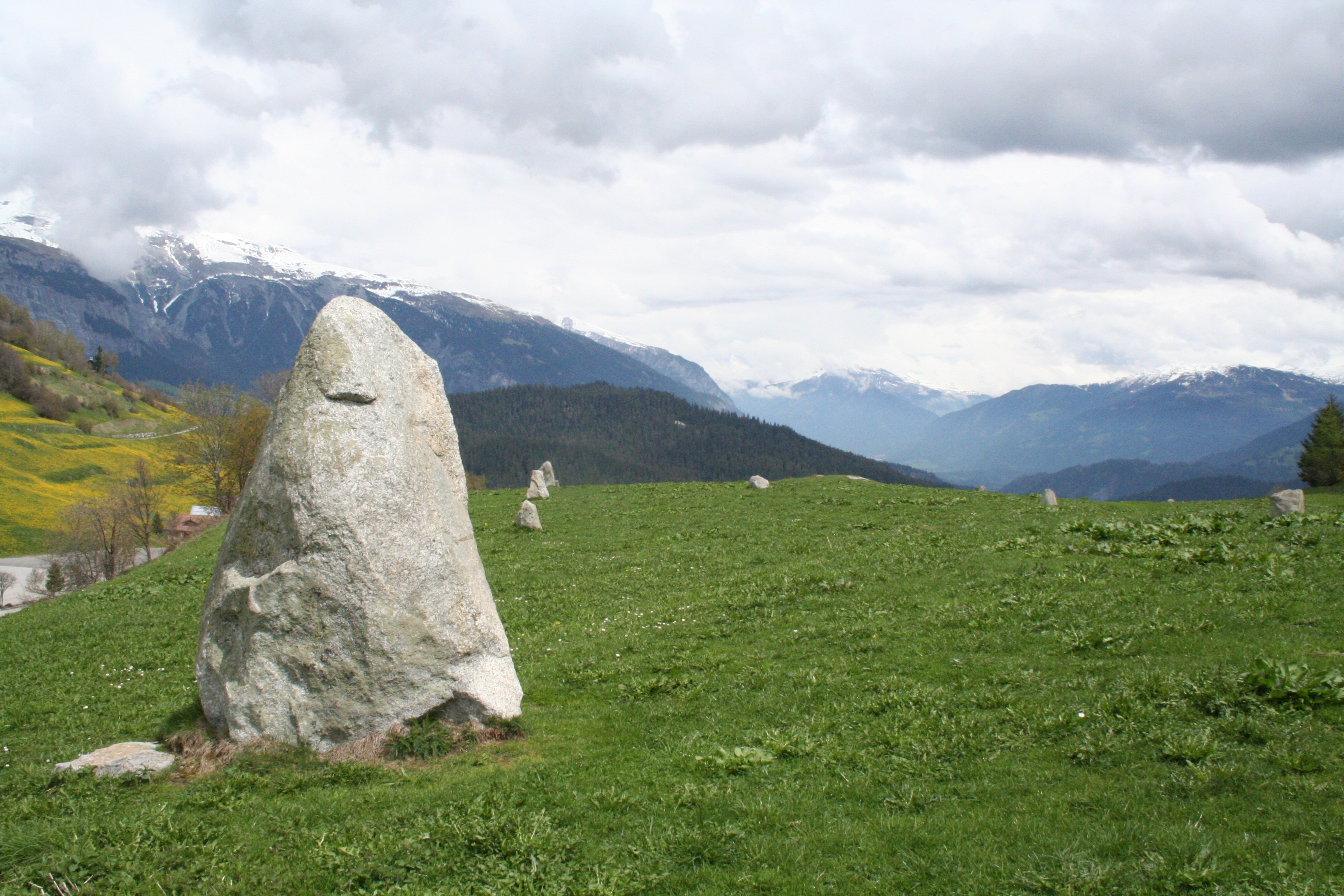
Hauptalignement zum Punkt des Sonnenaufgangs 30 Tage vor und nach der Sommersonnenwende
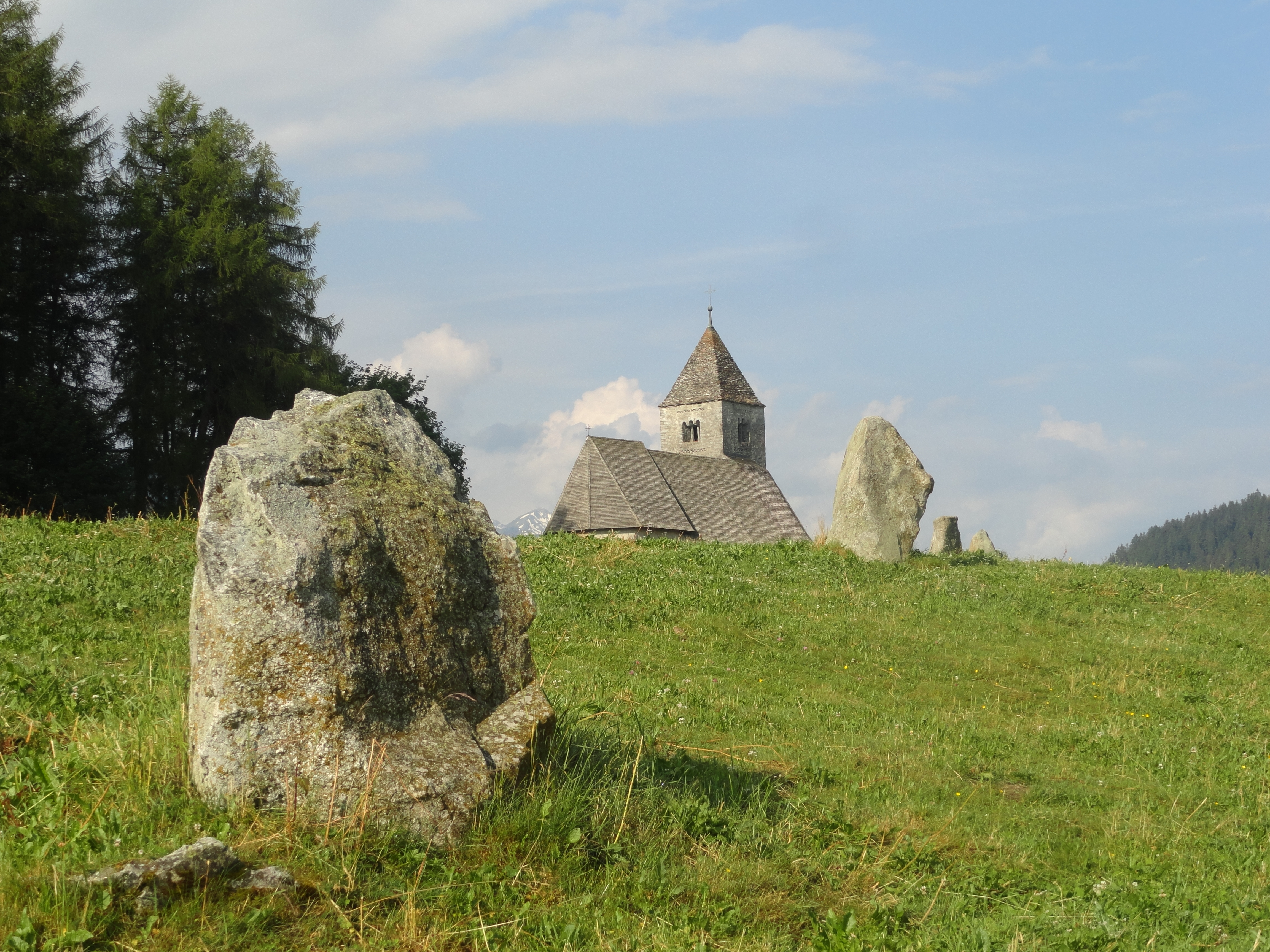
Gleiches Alignement Richtung Westen
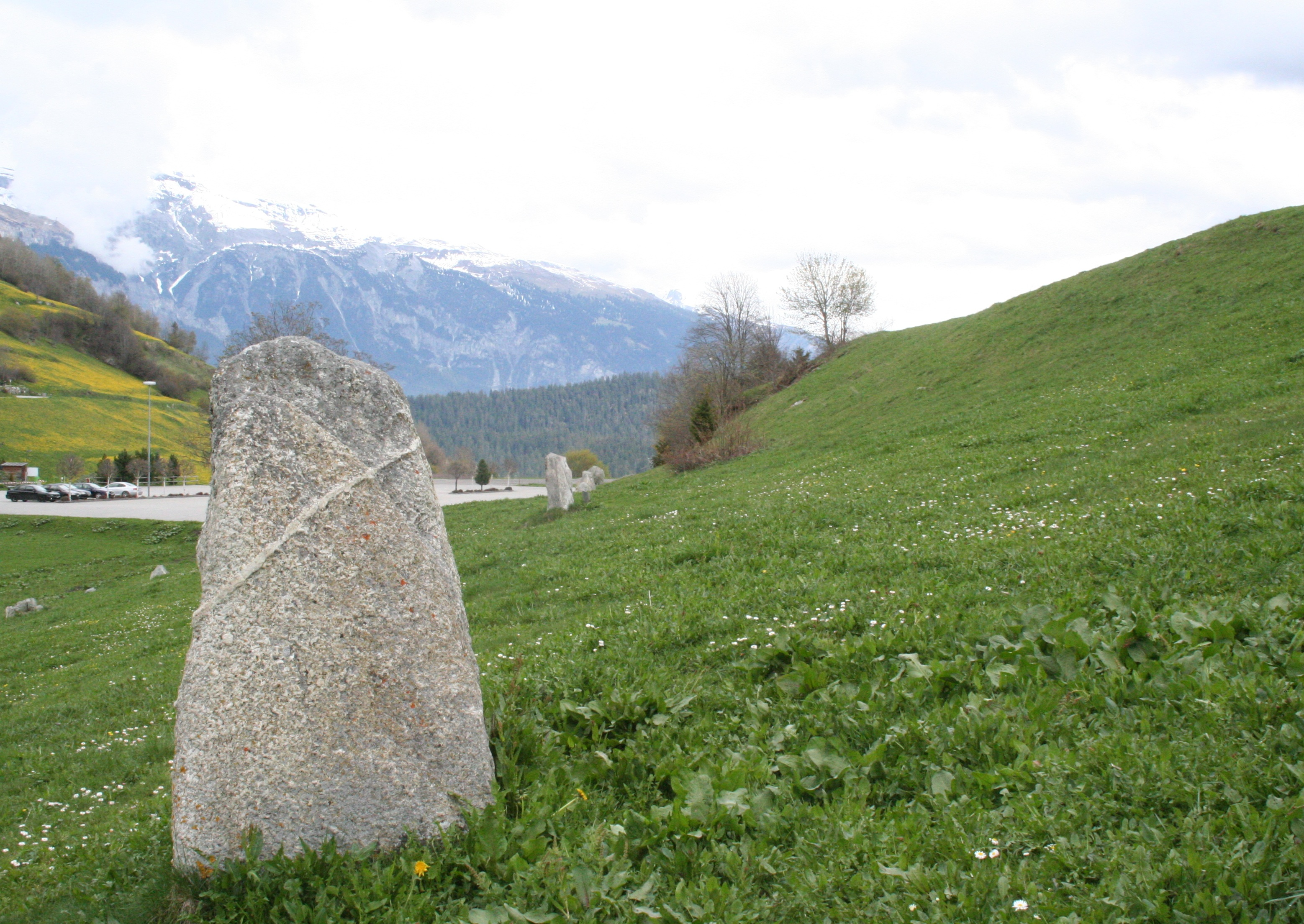
Alignement zum Sonnenaufgang am 21. Mai und 21. Juli
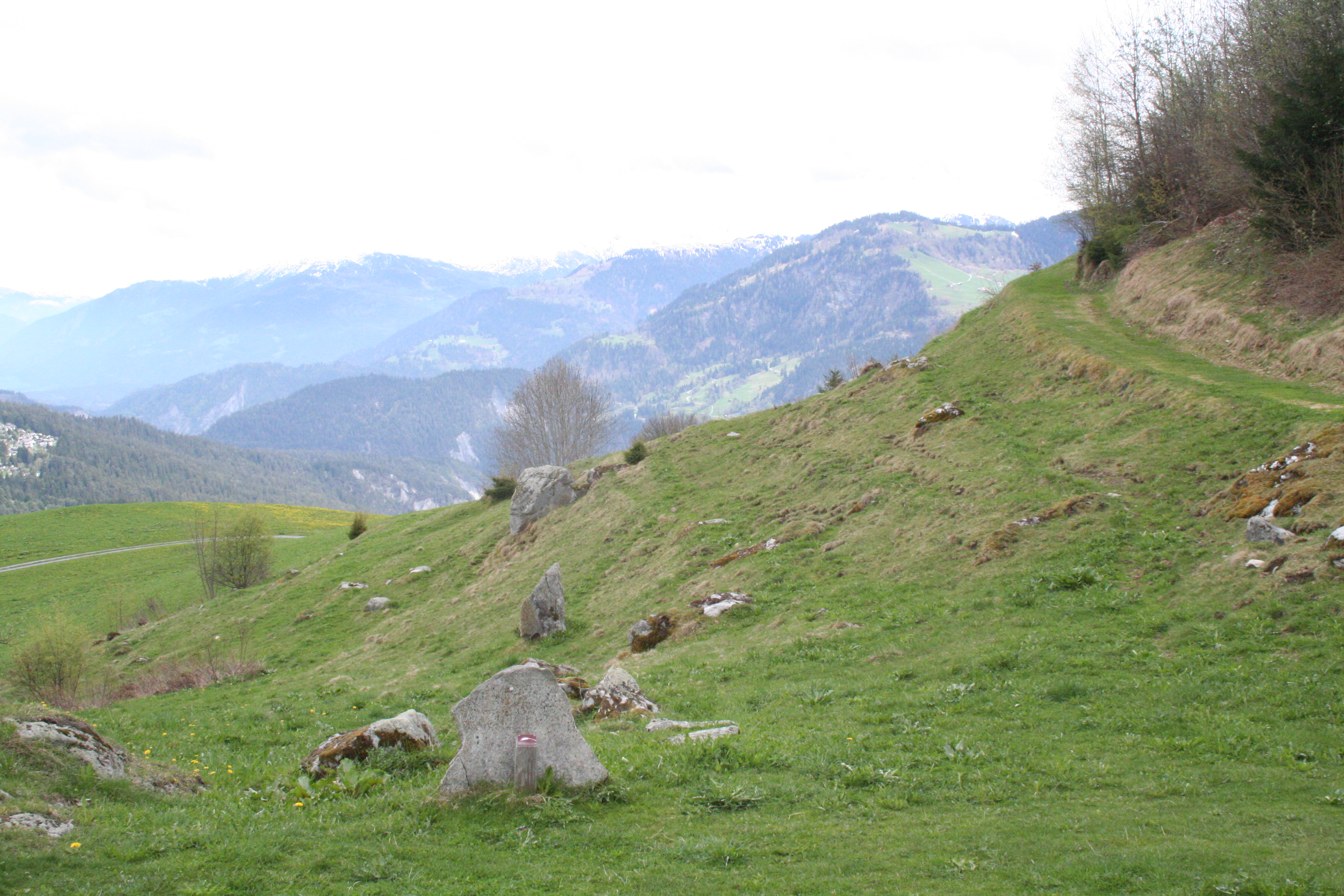
Alignement zum Sonnenaufgang zur Tagundnachtgleiche

## Steine
Um die Mutta liegen neben mehreren Schalensteinen einige bearbeitete Steine. Nachfolgend werden die wichtigsten davon erwähnt.

### Mondpfeil
Westlich des Aufgangs zur Remigiuskirche ist auf einem Stein ein 60 Zentimeter langer Pfeil auf einem gespannten Bogen eingraviert. Die Pfeilspitze zeigt an jene Stelle des Himmels, wo am 25. Dezember 1089 vor Christus um 10:17 Uhr eine 96-prozentige Sonnenfinsternis zu beobachten war. Die Sonne erschien zum Zeitpunkt ihrer maximalen Bedeckung durch den Mond als mondförmige Sichel, was die Darstellung einer Mondsichel an der Spitze des Pfeils erklärt. Neuere Berechnungen dieser um Jahrhunderte vor der letzten, historisch genau fassbaren Sonnenfinsternis, verlegen das Ereignis aber für die Surselva vor den Sonnenaufgang. Die eigenartigen Formen auf diesem Stück anstehenden Fels sind stark erodiert, Interpretationen sind hypothetischer Natur.

### Sonnenstein
An der Südwestseite der Mutta steht am unteren Spazierweg eine geneigte Steinplatte mit einem eingeritzten Kreis von 120 Zentimeter Durchmesser, einem Loch als Mittelpunkt, einer kleinen kreisförmigen Schale links oben sowie einer 8 Zentimeter langen, von Ost nach West verlaufenden Kerbe. Seine Neigung weicht aber um mehrere Grade von der Neigung der Erdachse ab und die Oberfläche streicht nicht annähernd genau in West-Ost-Richtung. Ob damit Zeitpunkte für die Sommersonnenwende oder für den 11. November (Martinstag) und den 2. Februar (Maria Lichtmess) bestimmt werden konnten, bleibt fraglich. Der Stein kann aber ohne weiteres bis heute wie eine Sonnenuhr funktionieren. Da er in sehr steilem Gelände liegt, darf seine heutige Lage nicht ohne weiteres gleich jener vor einigen tausend Jahre gelten.

### Kreuzstein
Vor dem Eingang zum Friedhof der Kirche St. Remigius liegt rechter Hand ein Granitblock, auf dessen nahezu ebener Oberfläche ein Kreuz mit schalenförmigen Vertiefungen an den Enden der Arme steht. Seine Längsbalken sind Ost-West ausgerichtet, der Sonnenaufgang zur Tag-und-Nacht-Gleiche z. Bsp., kann aber von diesem Ort aus nicht beobachtet werden.
Vom südlichen Kreuzarm zweigt ein zweites, kleineres Kreuz ab, das weniger tief ausgebildet ist. Zwischen den Kreuzarmen ist je ein Punkt eingraviert, der nur bei sehr flacher Beleuchtung sichtbar ist. Ein Längsbalken der zum Piz Mundaun zeigt, muss eher im Zusammenhang mit einem Sonnenstand gesehen werden (zeigt Richtung Wintersonnwendpunkt am Horizont). Es handelt sich also nicht um ein südliches Mondexterem, wie vermutet wurde. Dass er beim Bau der Friedhofsmauer, die im Abstand von wenigen Zentimetern an ihm vorbeiführt, weder einbezogen oder versetzt wurde, lässt vermuten, dass man dem Stein und seiner Lage während Jahrhunderten seinen Respekt erwies.

### Der «lachende Megalithiker»
Am 23. September 1984 entdeckte der Einheimische Ignaz Cathomen an der südwestlichen Seite der Mutta auf einem grossen Steinblock aus Illanzer Verrucano ein Felsritzbild. Es zeigt ein lachendes menschliches Antlitz mit einer Art Krone oder Haaren. Neben der Schulter ist eine Lanzenspitze zu erkennen – oder der obere Teil der Scheibennadel, wie sie auf der Mutta ausgegraben wurde. Die Darstellung blickt nach Nordwesten zum Punkt des Sonnenuntergangs zur Zeit der Sommersonnenwende. Der Zeitpunkt der Entstehung der Darstellung ist unbekannt.

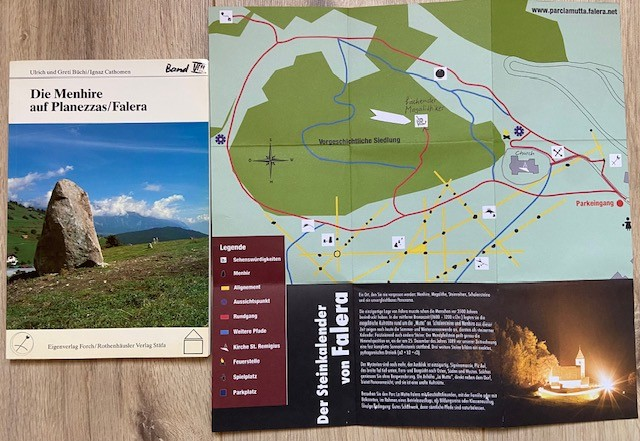
Falera_Planezzas_Parc la Mutta_Plan und Rundwege
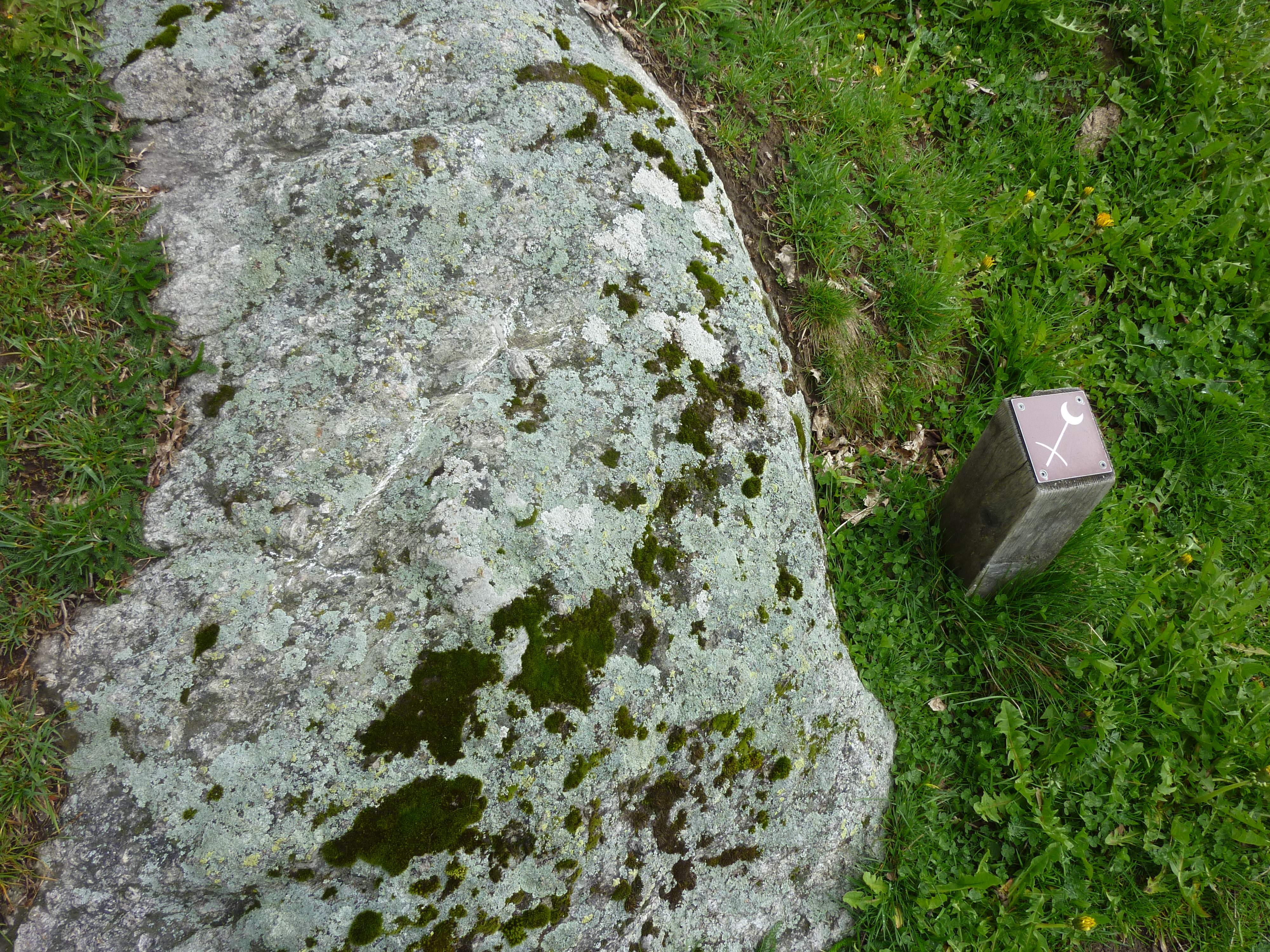
Mondstein
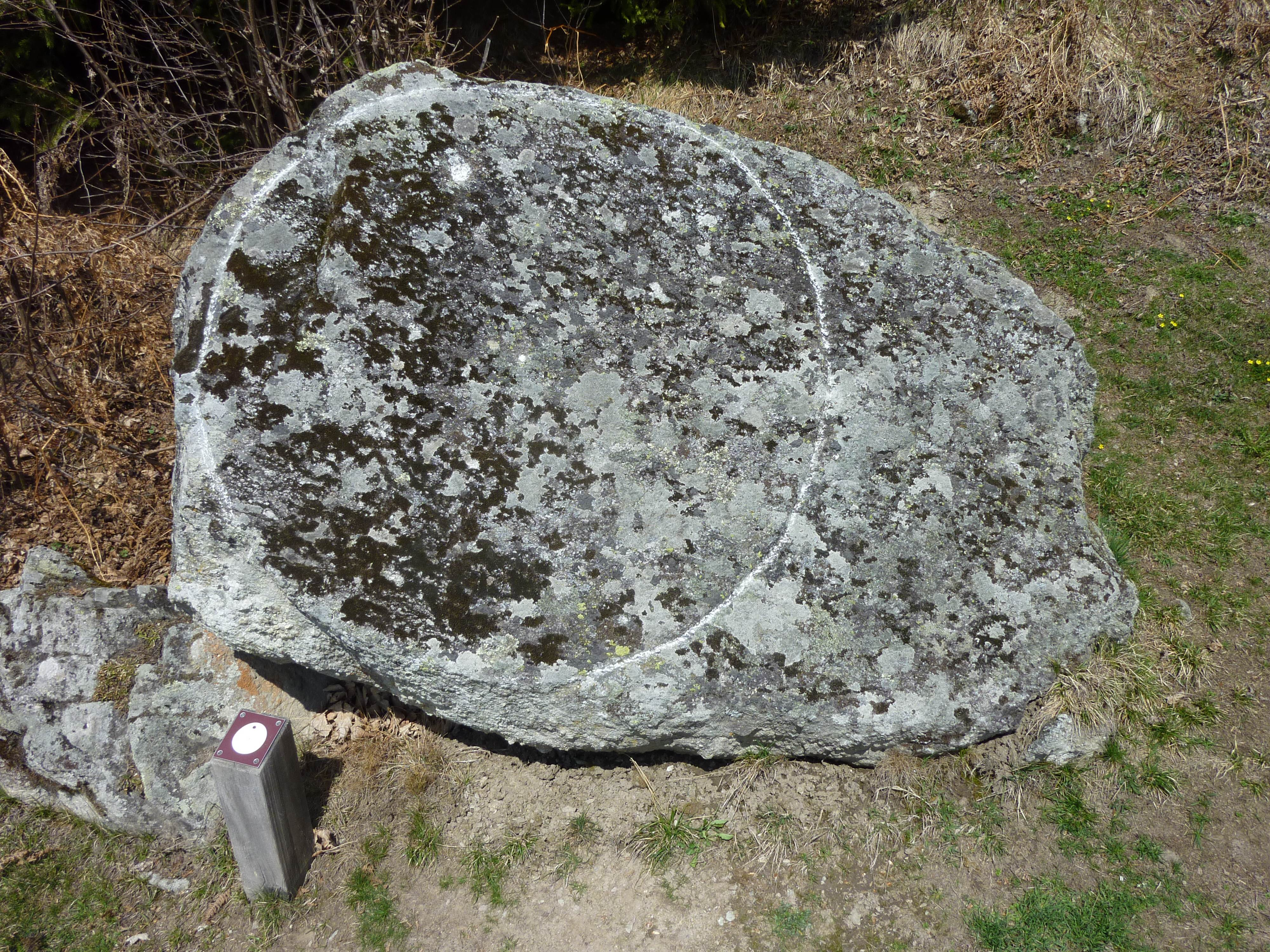
Sonnenstein
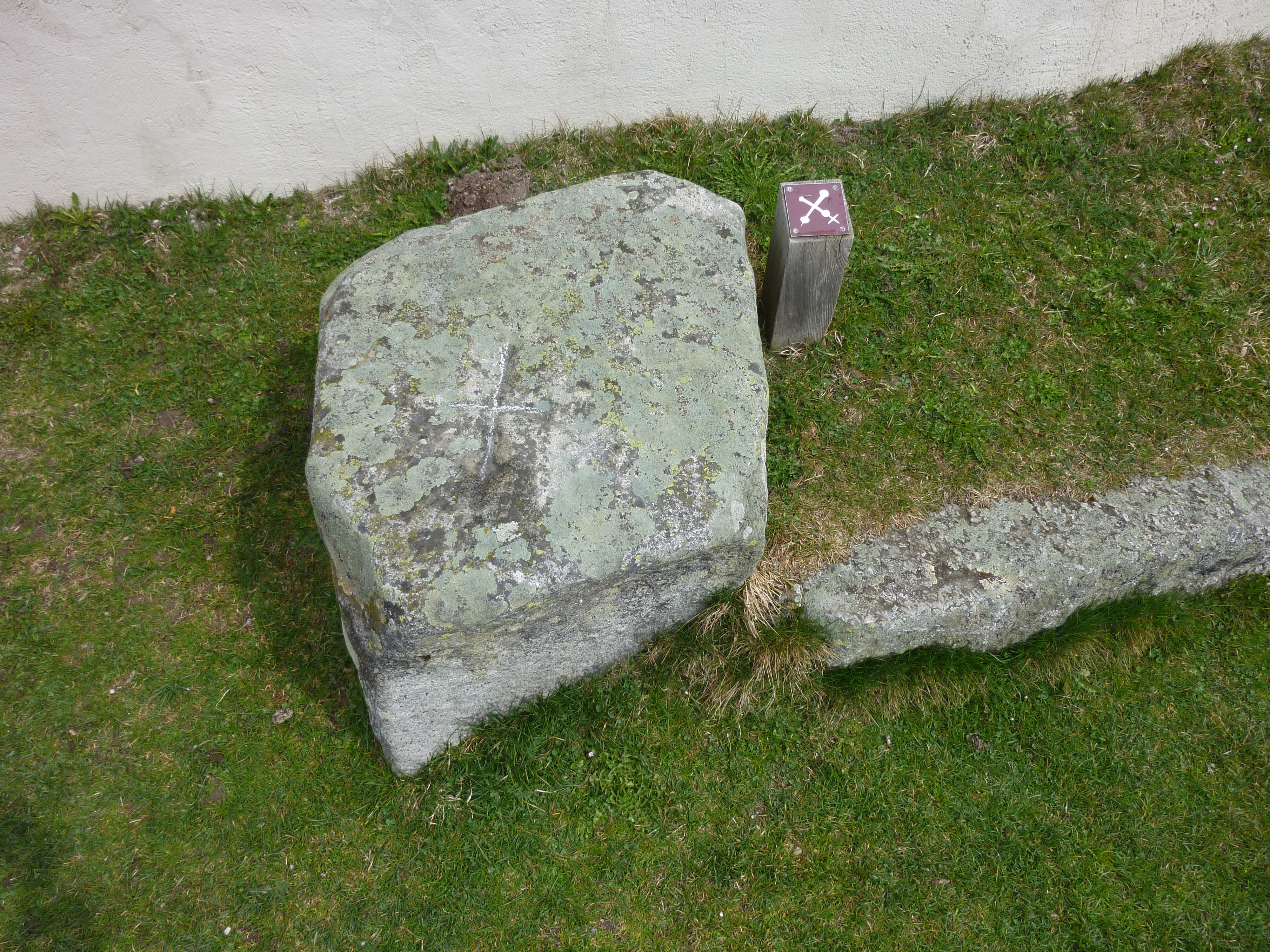
Kreuzstein vor der Kirchenmauer
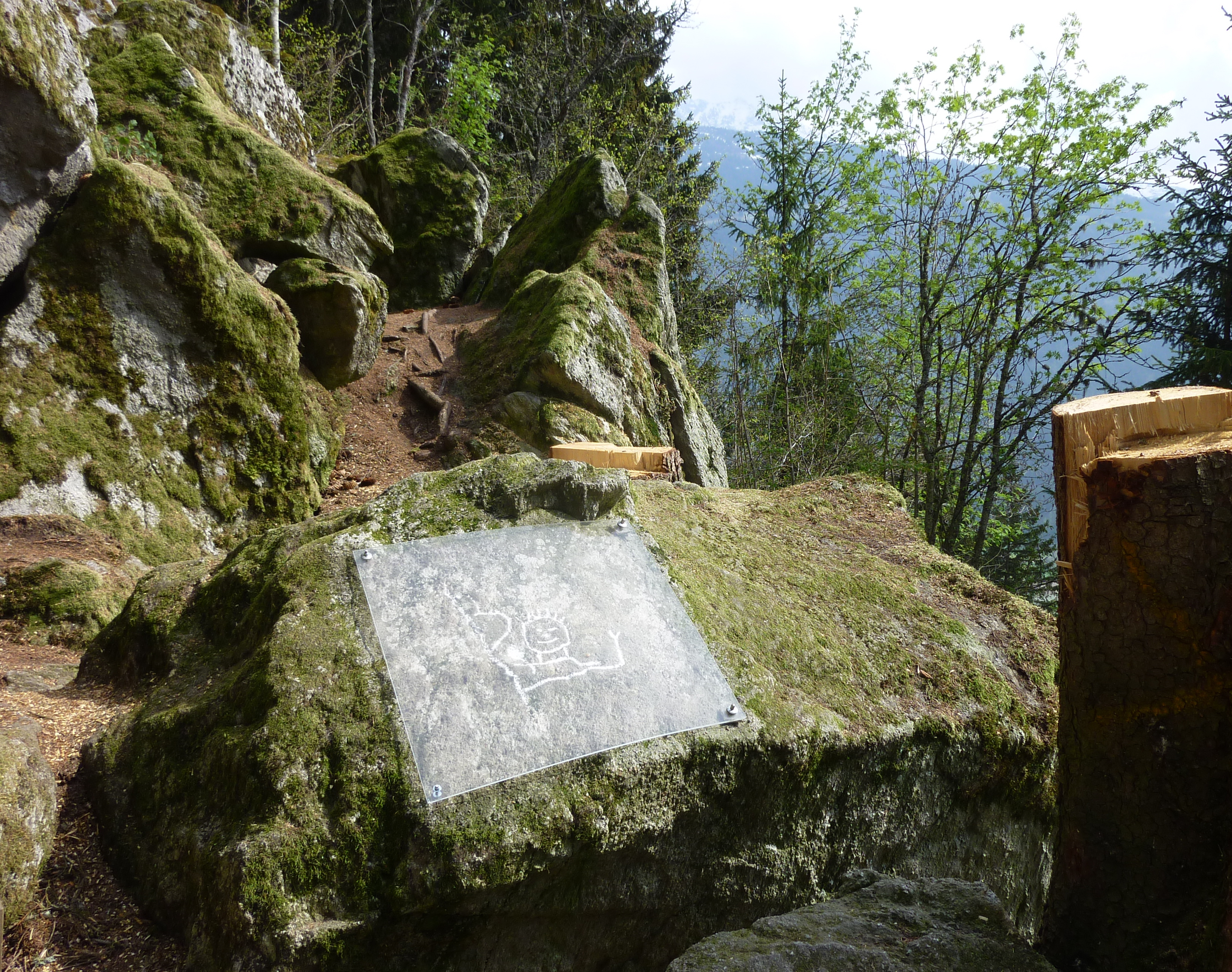
Der «lachende Megalithiker»

## Hügel «La Mutta»

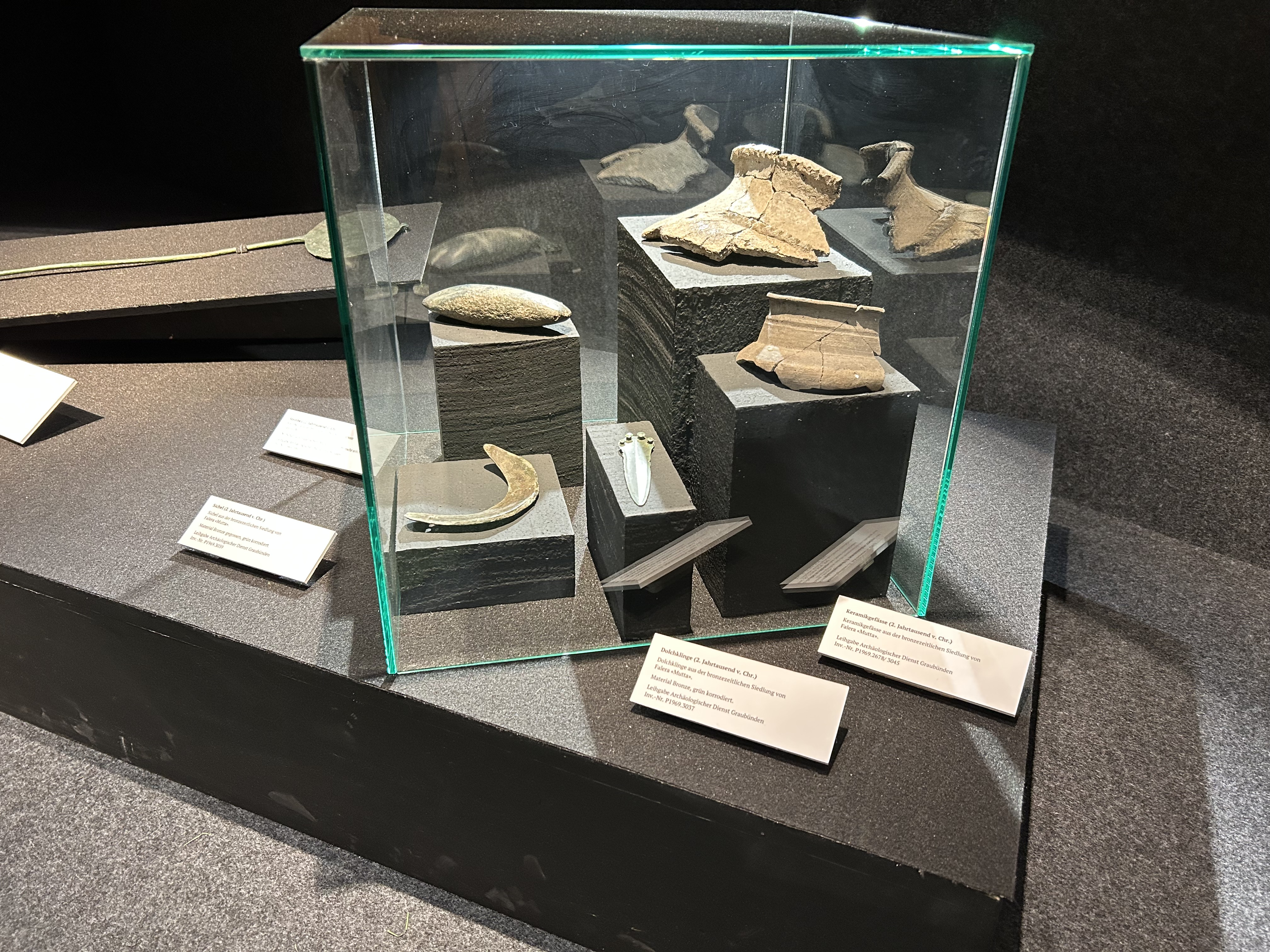
Fundgegenstände
(Museum Regiunal Surselva)

Die Mutta, ein bewaldeter und von mächtigen Verrucoanoblöcken geprägter Hügel, erhebt sich rund 50 Meter über die Ebene von Planezzas und ist von mehreren Seiten über kleine Wege erreichbar. Ausgrabungen um 1935 durch den Kreisförster Walo Burkart wiesen auf dem Hügel eine Siedlungsanlage nach. Bodenfunde ergaben eine Belegungszeit zwischen 1800 und 400 vor unserer Zeitrechnung, also von der Bronzezeit bis in die spätere Eisenzeit. Es wurden eine eisenzeitliche und fünf bronzezeitliche Bodenschichten nachgewiesen.
Die besiedelte Fläche belegte rund 1500 Quadratmeter. Vermutlich lebten dort in Blockhäusern zwischen 60 und 120 Personen. Die Siedlung war von einer mächtigen Mauer umgeben mit einer Fundamentbreite von zwei Metern und einer Kronenbreite von drei Metern. Die Toranlage lag im Nordnordwesten und ist heute noch erkennbar. Die Mauern sind heute stark überwachsen und nur noch zu erahnen.
Der Fund einer Herdstelle mit Keramikresten von Fehlbränden beweist, dass hier getöpfert wurde; die Verzierung der Fundstücke ist verwandt mit derjenigen von Crestaulta. Neben Keramikscherben wurden fünf Bronzesicheln und über fünfzig Mahlsteine gefunden; ein Zeichen dafür, dass hier Ackerbau betrieben wurde. Der bedeutendste Fund ist jedoch der einer grossen Scheibennadel aus Bronze.

### Scheibennadel

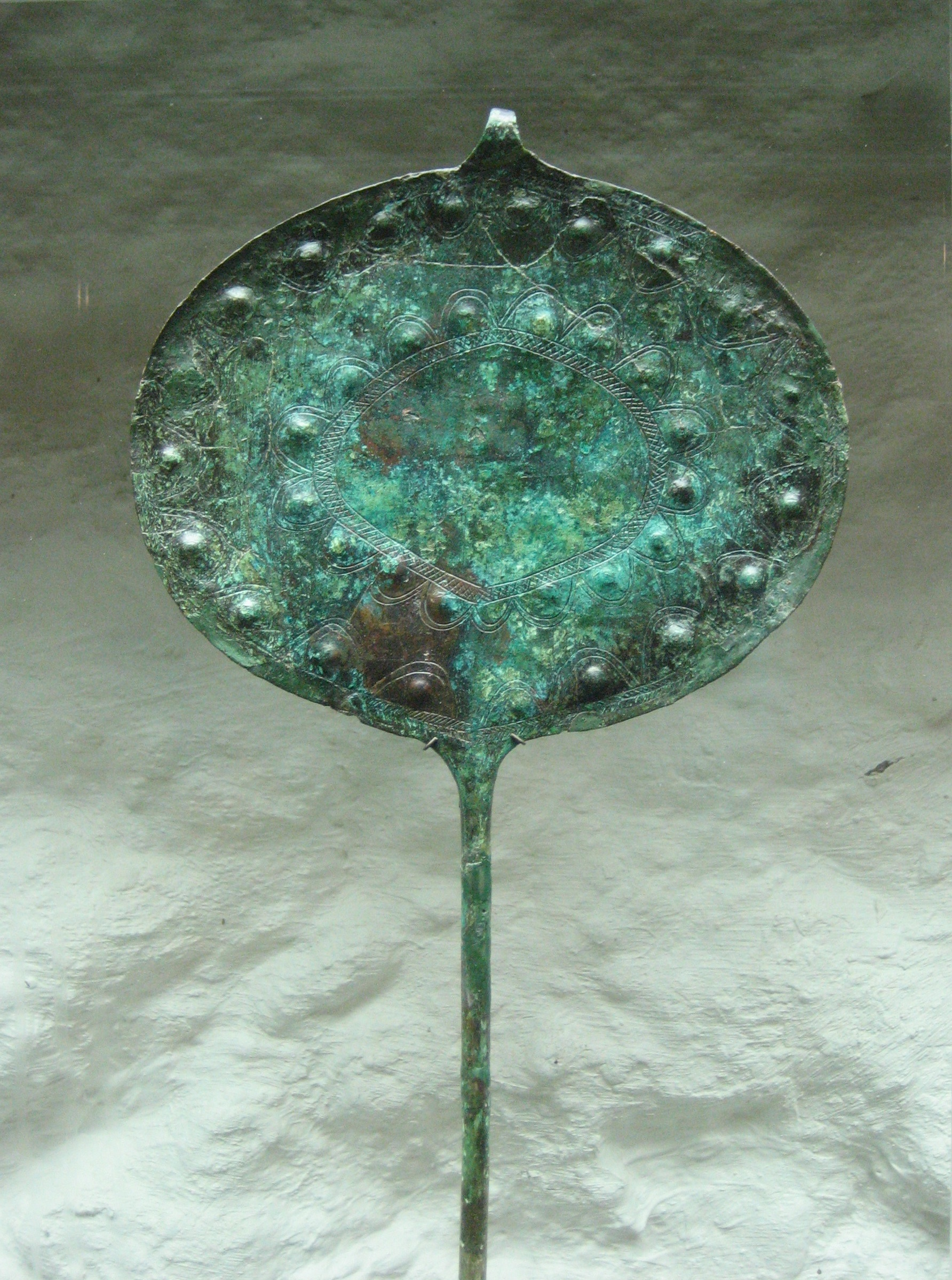
Original der Scheibennadel
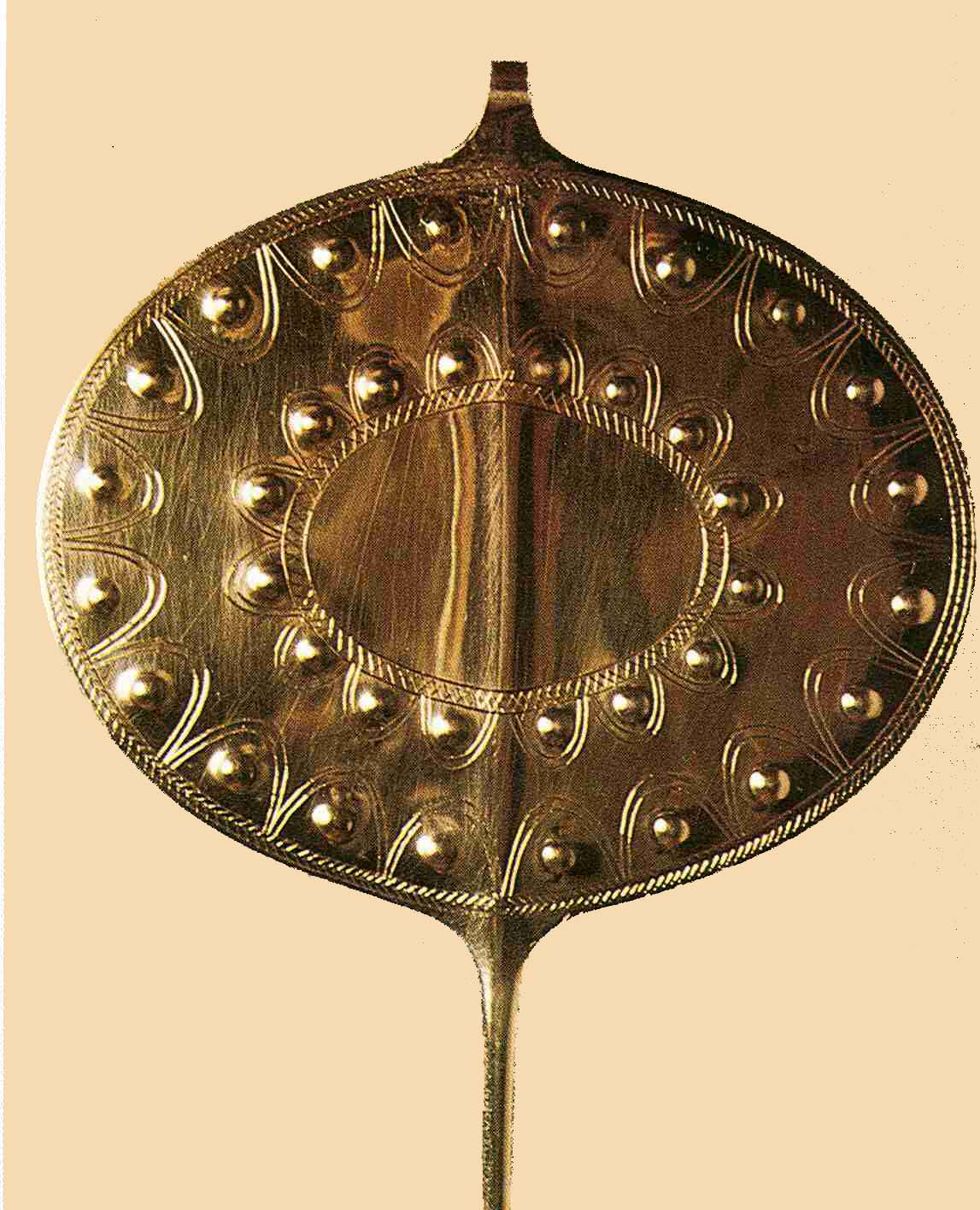
Kopie

Die Scheibennadel wurde am 23. Juli 1943 in der drittuntersten Schicht gefunden und in die frühe Bronzezeit datiert. Sie ist 83 Zentimeter lang, der ovale Kopf misst 16,5 auf 12,5 Zentimeter. Sie besteht aus zwei Stücken, dem Kopf mit getriebenen Buckeln und eingravierten Linien und dem angeschmiedeten Dorn. Sie ist in ihrem Gehabe ähnlich einer Gewandnadel der damaligen Frauentracht, einer sog. Scheibennadel, aber mit 83 cm (statt wie üblich um 20 cm), übergross. Es handelt sich um ein Unikat. William Brunner, Astronom und Meteorologe (Flugwetter-Dienst), interpretierte die Buckel und Striche als Darstellung einer synodischen Umlaufzeit der Venus. Die Länge der Nadel von 83 Zentimeter wird auch in Zusammenhang mit der sog. megalithischen Elle gestellt, eine umstrittene These, die in der Untersuchung von Steinkreisen auf den Britischen Inseln von A. Thom postuliert wurde. Die Nadel wurde im Labor des Landesmuseum Zürich konserviert und ist im Rätischen Museum in Chur ausgestellt.

## Astronomische Interpretation
Die astronomische Interpretation von Steinreihen ist heute weniger umstritten als auch schon. Jene von Schalensteinen bleibt es, denn solche mögen vielen verschiedenen Zwecken gedient haben. Als sog. Miren (Peileinrichtungen) sind sie eher ungenau, weil 'Kimme und Korn' zu nahe beieinander liegen. Immerhin gibt es einige (etwa der sog. Tyrannenstein am Südhang der Ruscheiner Krete) die hinreichend genau zu einem Horizontpunkt zeigen an einem bedeutenden Kalendertag, wie etwa dem Frühlingspunkt. Skepsis ist dennoch angebracht, denn es besteht die Gefahr Peillinien hineinzuinterpretieren, die von den Erbauern unter Umständen gar nicht geplant waren oder sich mit Ungefährem zufriedenzugeben. So besteht z. B. keine genaue Südlinie von der Ruine Frundsberg oder der Kirche St. Georg in Ruschein zum Teufelstein im Peilertal bei Vals.
Als wissenschaftliche Disziplin haben Archäoastronomie und Ethnoastronomie vor allem in den USA (etwa E. C. Krupp oder Anthony Aveni) und in Großbritannien (etwa Audry Burl oder Clive Ruggles) anerkannte Vertreter. In Deutschland gehören Wolfhard Schlosser und Burkard Steinrücken zu den bedeutendsten Forschern.

## Literatur

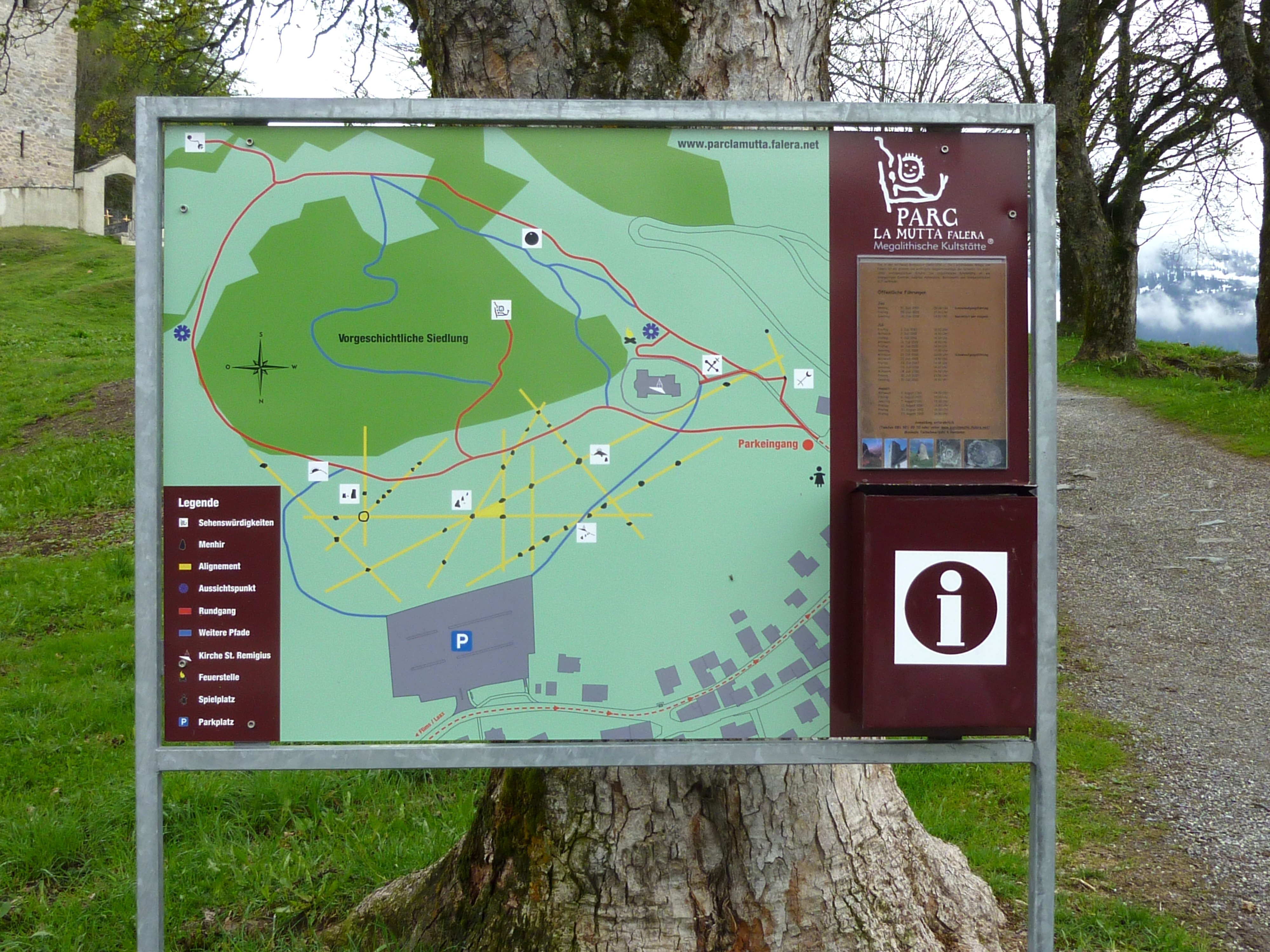
Infotafel